# Syricoris lacunana
Листовёртка земляни́чная по́чковая (лат. Syricoris lacunana) — бабочка (моль) из семейства Tortricidae. Распространена в Палеарктике. Вредитель бука европейского. Иногда этот вид продолжают включать в род Celypha.

## Синонимы[2]
- Argyroploce lacunana var. lucivaganoides Strand, 1920
- Argyroploce symmathetes Caradja, 1916
- Celypha lacunana (Denis & Schiffermüller, 1775)
- Loxoterma lacunana (Denis & Schiffermüller, 1775)
- Olethreutes pallidana Hauder, 1918
- Orthotaenia alternana Curtis, 1831
- Pyralis decussana Fabricius, 1775
- Penthina lacunana var. hoffmanniana Teich, 1890
- Sericoris herbana Guenée, 1845
- Sericoris lacunana f. fuscoapicalis Strand, 1901
- Sericoris rooana Degraff, 1861
- Syricoris alticola Gibeaux, 1990
- Syricoris hoffmanniana (Teich, 1890)
- Syricoris lacunana alticola Gibeaux, 1990
- Syricoris lucivaganoides (Strand, 1920)
- Tortrix lacunana Denis & Schiffermüller, 1775

## Описание
Размах крыльев составляет 16—18 мм. Гусеницы достигают длины 15 мм и имеют коричневую или тёмно-коричневую окраску. Окраска сильно варьирует и их можно спутать с другими видами.

## Похожие виды
- Olethreutes obsoletana (Zetterstedt, 1840)
- Celypha doubledayana (Barret, 1872)
- Orthotaenia undulana (Denis & Schiffermüller, 1775)

## Биология
Взрослые моли активны в сумерки и летают с конца апреля по сентябрь (в центральной части ареала). Гусеницы всеядны и питаются большим числом травянистых растений, папоротниковидными, кустарниками и деревьями. Их можно встретить с апреля по сентябрь.

## Распространение
Распространены по всей Европе, включая северные страны, в восточной части Палеарктики[уточнить], а также на Ближнем Востоке.